# Élections sénatoriales de 2017 en Martinique
Les élections sénatoriales en Martinique ont lieu le dimanche 24 septembre 2017. Elles ont pour but d'élire les sénateurs représentant le département au Sénat pour un mandat de six années.

## Contexte départemental
Lors des élections sénatoriales de 2011 en Martinique, deux sénateurs DVG ont été élus : Maurice Antiste et Serge Larcher.
Depuis, tous les effectifs du collège électoral des grands électeurs ont été renouvelés, avec les élections législatives françaises de 2017, les élections régionales françaises de 2015 et les élections municipales françaises de 2014.

## Sénateurs sortants
| Sénateur | Sénateur        | Parti | Fonctions lors de l'élection en 2011                  |
| -------- | --------------- | ----- | ----------------------------------------------------- |
|          | Serge Larcher   | PPM   | Sénateur sortant                                      |
|          | Maurice Antiste | MPF   | Vice-président du conseil régional, maire du François |

## Présentation des candidats et des suppléants
Les nouveaux représentants sont élus pour une législature de 6 ans au suffrage universel indirect par les 846 grands électeurs du département. En Martinique, les sénateurs sont élus au scrutin majoritaire à deux tours. Leur nombre reste inchangé, deux sénateurs sont à élire. Il y aura plusieurs candidats dans le département, chacun avec un suppléant.
| T/S | Candidat | Candidat              | Parti | Principale fonction                                           |
| --- | -------- | --------------------- | ----- | ------------------------------------------------------------- |
| T   |          | Catherine Conconne    | PPM   | Conseillère territoriale, adjointe au maire de Fort-de-France |
| S   |          | Jean-Claude Ecanville | PPM   | Maire du Carbet                                               |
| T   |          | Yvon Pacquit          | PPM   | Adjoint au maire de Fort-de-France                            |
| S   |          |                       | PPM   |                                                               |
| T   |          | Maurice Antiste       | MPF   | Sénateur sortant, maire du François                           |
| S   |          | Pamela Patron         | RDM   | Adjointe au maire du Lorrain                                  |
| T   |          | Joseph Virassamy      | FSM   |                                                               |
| S   |          |                       | FSM   |                                                               |
| T   |          | Athanase Jeanne-Rose  | RDM   | Maire de Saint-Joseph                                         |
| S   |          |                       | RDM   |                                                               |
| T   |          | Belfort Birota        | RDM   | Conseiller territorial                                        |
| S   |          |                       | RDM   |                                                               |
| T   |          | Erick Valère          | DVG   | Conseiller municipal du Lamentin                              |
| S   |          |                       | DVG   |                                                               |
| T   |          | Georges Cléon         | MIM   | Conseiller territorial, adjoint au maire du Vauclin           |
| S   |          |                       | MIM   |                                                               |
| T   |          | Marius Narcissot      | MIM   | Conseiller territorial, conseiller municipal de Ducos         |
| S   |          |                       | MIM   |                                                               |
| T   |          | Maurice Bonté         | DVD   | Conseiller territorial, maire de L'Ajoupa-Bouillon            |
| S   |          |                       | DVD   |                                                               |
| T   |          | Édithe Velayoudon     | LR    |                                                               |
| S   |          | Eddy Louis-Alexandre  | LR    |                                                               |

## Résultats
| Candidats                | Candidats                | Parti                    | Nuance                   | Premier tour | Premier tour | Second tour | Second tour |
| Candidats                | Candidats                | Parti                    | Nuance                   | Voix         | %            | Voix        | %           |
| ------------------------ | ------------------------ | ------------------------ | ------------------------ | ------------ | ------------ | ----------- | ----------- |
|                          | Catherine Conconne       | PPM                      | DVG                      | 400          | 49,75        | 464         | 58,51       |
|                          | Maurice Antiste          | MPF                      | DVG                      | 319          | 39,68        | 387         | 48,80       |
|                          | Yvon Pacquit             | PPM                      | DVG                      | 197          | 24,50        | 315         | 39,72       |
|                          | Belfort Birota           | RDM                      | DVG                      | 149          | 18,53        | 204         | 24,73       |
|                          | Georges Cléon            | MIM                      | REG                      | 109          | 13,56        | Retrait     | Retrait     |
| Marius Narcissot         | MIM                      | REG                      | 89                       | 11,07        |              | Retrait     | Retrait     |
|                          | Édithe Vélayoudon        | LR                       | LR                       | 77           | 9,58         | 44          | 5,55        |
|                          | Athanase Jeanne-Rose     | RDM                      | DVG                      | 77           | 9,58         | Retrait     | Retrait     |
|                          | Maurice Bonté            | SE                       | DVD                      | 52           | 6,47         | 30          | 3,78        |
|                          | Érick Valère             | SE                       | DVG                      | 38           | 4,73         | 16          | 2,02        |
|                          | Joseph Virassamy         | FSM                      | SOC                      | 15           | 1,87         | Retrait     | Retrait     |
|                          |                          |                          |                          |              |              |             |             |
| Suffrages exprimés       | Suffrages exprimés       | Suffrages exprimés       | Suffrages exprimés       | 804          | 96,75        | 793         | 96,12       |
| Votes blancs             | Votes blancs             | Votes blancs             | Votes blancs             | 15           | 1,81         | 16          | 1,94        |
| Votes nuls               | Votes nuls               | Votes nuls               | Votes nuls               | 12           | 1,44         | 16          | 1,94        |
| Total                    | Total                    | Total                    | Total                    | 831          | 100          | 825         | 100         |
| Abstention               | Abstention               | Abstention               | Abstention               | 25           | 2,92         | 31          | 3,62        |
| Inscrits / participation | Inscrits / participation | Inscrits / participation | Inscrits / participation | 856          | 97,08        | 856         | 96,38       |